# Майсурадзе, Семён Бегларович
Семён Бегларович Майсурадзе (1921 год, Шорапанский уезд, ЗСФСР — дата смерти неизвестна, Орджоникидзевский район, Грузинская ССР) — звеньевой колхоза имени Ворошилова Орджоникидзевского района, Грузинская ССР. Герой Социалистического Труда (1949).

## Биография
Родился в 1921 году в крестьянской семье в одном из сельских населённых пунктов Шорапанского уезда (сегодня — Харагаульский муниципалитет). Окончил местную сельскую школу. Трудился в сельском хозяйстве.
В ноябре 1941 года был призван в Красную Армию по мобилизации. Воевал в составе 790-го стрелкового полка 392-й стрелковой дивизии. После демобилизации возвратился на родину. В послевоенное время трудился звеньевым в колхозе имени Ворошилова Орджоникидзевского уезда.
В 1948 году звено под его руководством собрало в среднем с каждого гектара по 77,6 центнера винограда шампанских вин на участке площадью 3 гектара. Указом Президиума Верховного Совета СССР от 9 августа 1949 года удостоен звания Героя Социалистического Труда за «получение высоких урожаев винограда в 1948 году» с вручением ордена Ленина и золотой медали «Серп и Молот».
Проживал в Орджоникидзевского района. Дата смерти не установлена.